# Swiss mini gun
Swiss mini gun (C1ST)  é um revólver de dupla ação produzido na Suíça pela empresa SwissMiniGun. Com as medidas de apenas 5,5 cm de comprimento, 3,5 cm de altura e 1 cm de largura e peso de apenas 19,8 g, é considerado o menor revólver do mundo, com registro e reconhecimento do Guinness World Records.
A mini gun utiliza um projétil especial, fabricado pela própria SwissMiniGun, que é de 2,34 mm circular (2,34 mm Rimfire).
Reino Unido e Estados Unidos da América proíbem o uso deste armamento, devido à facilidade de ocultação do revólver, além de não ser uma arma utilizável para fins esportivos.